# Flateyjarskagi

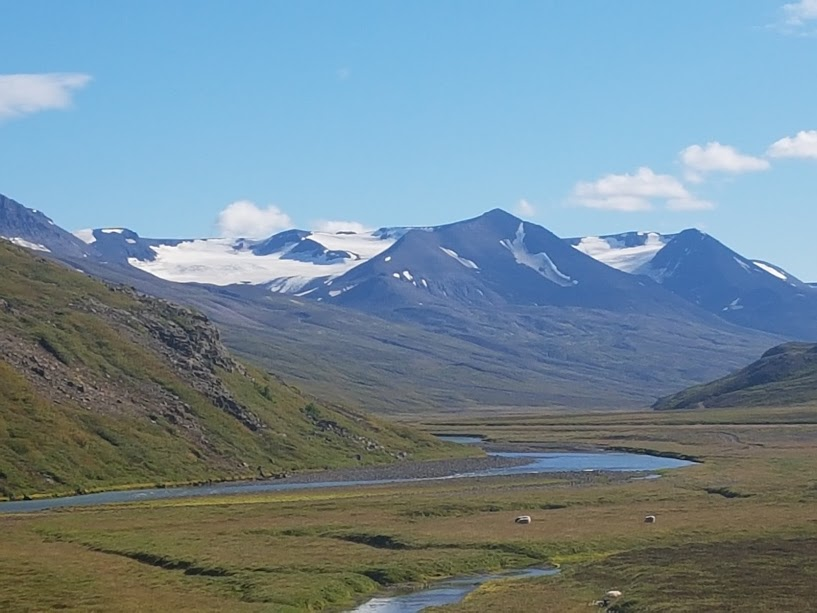
Dolina Flateyjardalur, jedna z dolin przecinających półwysep

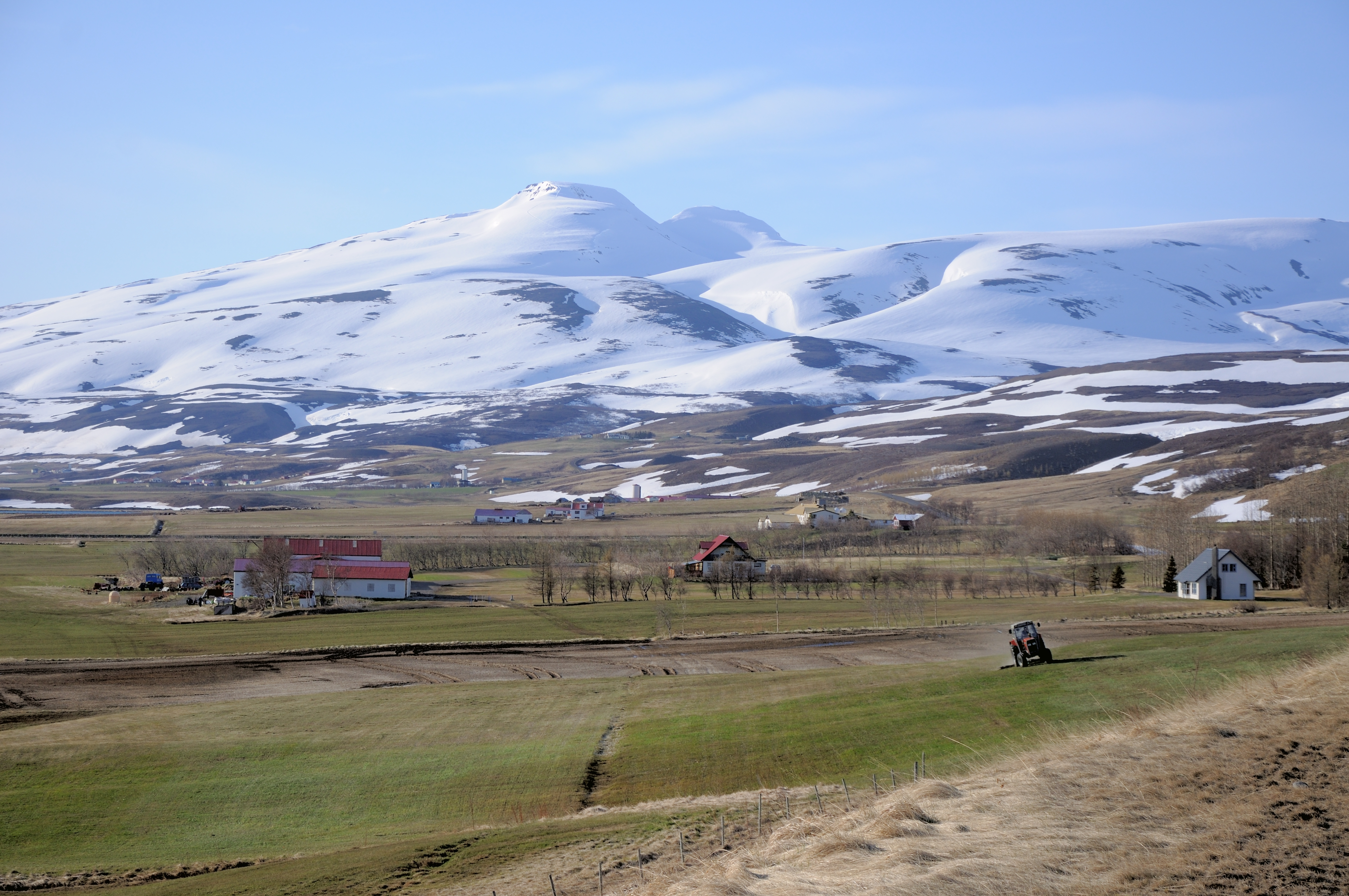
Widok na szczyt Kaldbakur z Grenivík

Flateyjarskagi (isl. "półwysep płaskiej wyspy") – półwysep w północnej Islandii, położony między fiordem Eyjafjörður a zatoką Skjálfandi. Jego nazwa pochodzi od wyspy Flatey, położonej na Oceanie Atlantyckim około 3 km na północ od wybrzeża półwyspu. Półwysep ma około 25 km szerokości. W południowo-zachodniej części półwyspu uchodzi rzeka Fnjóská.
Wnętrze półwyspu jest górzyste ze szczytami przekraczającymi 1200 m n.p.m. przecięty dwiema głębokimi i szerokimi dolinami lodowcowymi, biegnącymi z północny na południe. Najwyższy szczyt to Kambur (1210 m n.p.m.) we wschodniej części półwyspu. W zachodniej części najwyżej wznosi się szczyt Kaldbakur (1167 m n.p.m.). Oba stanowią popularne cele wędrówek górskich. Wybrzeże w północno-zachodniej części półwyspu nosi nazwę Látraströnd. Pasmo górskie Víknafjöll w północno-wschodniej części półwyspu znane jest z tego, że opada malowniczymi stromymi klifami do zatoki Skjálfandi.
Obszar półwyspu jest w większości bezludny. Jedyną ważniejszą osadą jest Grenivík, położony na zachodnim wybrzeżu. Dociera do niej droga nr 83, odbiegająca od drogi nr 1. W pobliżu osady, około 8 km na południowy wschód, znajduje się skansen domów torfowych Laufás. W południowej części półyspu, w dolnym biegu rzeki Fnjóská, znajduje się las Vaglaskógur, drugi pod względem powierzchni obszar leśny na wyspie.
Pod względem administracyjnym półwysep wchodzi w skład gmin Grýtubakkahreppur (zachodnia część) i Þingeyjarsveit (wschodnia część).
Do niedawna półwysep nie posiadał oficjalnej nazwy. Używano m.in. form Gjögraskagi i Flateyjardalsskagi. W 2011 islandzki komitet nazw geograficznych przyjął oficjalną nazwę półwyspu Flateyjarskagi.